# スレンダーマン

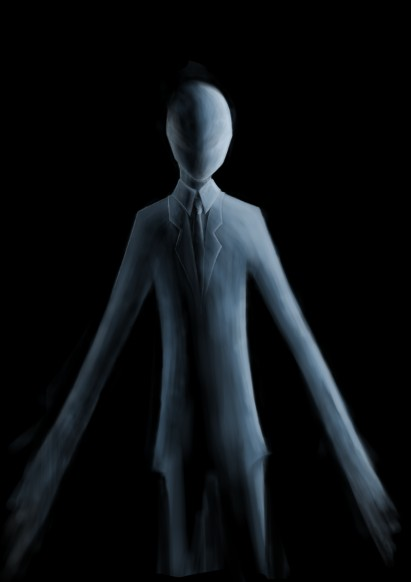
スレンダーマン

スレンダーマン（英語: The Slender Man, Slender Man, Slenderman、直訳：細身の男) は、2009年にサムシング・オーフル・フォーラムにおいて利用者エリック・クヌーゼン（英: Eric Knudsen：別名・ビクター・サージ (英: Victor Surge)）が創り出したインターネットミームから生まれた架空（フィクション）のキャラクター。細身で異常に背が高く、黒い背広を着た、無表情、またはのっぺらぼうの男として描写される。スレンダーマンにまつわる話は、誰かをストーカーとして追ったり、拉致したり、トラウマ（心的外傷）を与えたりするといったもので、特に子どもがその対象とされる。スレンダーマンはひとつの物語だけに登場するのではなく、様々な断片化されたフィクションに姿を現しており、その多くはオンラインで形成されているものである。

## 起源
スレンダーマンが生み出されたきっかけは、2009年6月8日にサムシング・オーフル・フォーラムに立てられた「Photoshop でパラノーマルな画像を創り出そう (create paranormal images through Photoshop)」という趣旨の新たなスレッドであった。スレッドが立ってから2日後の6月10日、このフォーラムに書き込んでいた「ビクター・サージ」という利用者が、子どもたちが遊んでいる画像に、黒い背広を着た長軀痩身の人物像を加えた白黒の画像を投稿した。最初の投稿は、写真だけであったが、その後サージは、子どもたちが誘拐される様子を見ていた目撃者の証言のような文章を書き込み、このキャラクターに「スレンダーマン（痩せた男）」という名前を付けた。
こうした追記によって、この写真からフィクションが紡がれるようになった。その後の投稿者たちは、キャラクター設定を拡張し、様々な画像やテキストを加えていった。

## 展開
スレンダーマンは、たちまちウイルスのように感染する現象となり、ファンアート、コスプレ、「クリーピーパスタ」 (英: Creepypasta) と称される、サイトからサイトへと簡単にコピーされる短い文章で綴られるオンラインの恐怖談などに広まった。最初にキャラクターを生んだ者の手を離れたスレンダーマンは、ひとつの神話としての枠組の下、多数の書き手による無数の話の主題となった。わずか5か月後には、超常現象や陰謀論を扱うジョージ・ヌーリーのラジオ・トーク番組『Coast to Coast AM』に、スレンダーマンについて尋ねる、聴取者からの電話が入るようになった。
スレンダーマンが関わるビデオ作品の最初のシリーズは、サムシング・オーフル・フォーラムにおける利用者「ce gars」の投稿から発展した。この話では、アレックス・クレイリー (Alex Kralie) という名の架空の映画学校の学生が、初めての本格的な劇映画作品『Marble Hornets』を撮ろうとして、何かトラブルに見舞われることになる（『Marble Hornets』は、2009年6月に YouTube に投稿されたのが初出）。一連のビデオは、ファウンド・フッテージのスタイルで YouTube に投稿され、代替現実ゲームとなって、この映画製作者がスレンダーマンと遭遇したという架空の話を表現した。さらに Twitter が情報を供給するようになり、利用者「totheark」によって別件の YouTube チャンネルが開設された。『Marble Hornets』は、今やスレンダーマン関係では最も人気が高いもののひとつとなっており、2013年2月時点で、世界中に25万人以上のフォロワーがおり、5500万回以上再生されていた。このほかのスレンダーマン関係の YouTube シリーズも、「EverymanHYBRID」や「Tribe Twelve」など、次々と登場した。
2011年、インディ系のサンドボックスゲーム「Minecraft」の開発者マルクス・ペルソンは、新たな敵キャラとして「エンダーマン (Enderman)」と名付けたモブキャラをこのゲームに導入したが、reddit や Google+ の何人もの利用者たちが、これとスレンダーマンの類似性を指摘した。2012年、スレンダーマンはビデオゲーム『Slender: The Eight Pages』で取り上げられ、同年8月までに、このゲームは200万回以上ダウンロードされた。その後、『Slenderman's Shadow』や、ダウンロードされたアプリのランキングで2位となったiOS 用の『Slender Man』など、バリエーション作品に人気が出た。2013年には、『Slender: The Eight Pages』の続編として『Slender: The Arrival』が発表された。また、独立系の映画で、スレンダーマンを取り上げた作品がいくつか発表されたり、制作途上になっており、その中には、『Entity』や、1万ドルの Kickstarter のプロジェクトとして制作され、後に無料でオンラインに公開された『The Slender Man』。2013年には、『Marble Hornets』を劇場用映画作品化することが発表された。

## 描写
スレンダーマンのフィクションとしての「神話」は、参照されるべき公的な「聖典（カノン）」を欠いたまま進化していったため、その容貌、動機、習慣、能力などは固定化されることなく、話の作者によって多様なものとなっている。一般的には、非常に背が高く、痩身で、不自然に長い、触手状の腕（ないしは触手）が特徴として表現され、スレンダーマンは、この触手で犠牲者を威嚇したり、捕らえたりする。スレンダーマンは白くのっぺらぼうのような頭をもっており、暗い色の背広にネクタイを付けている。スレンダーマンは、森とつながりがあり、瞬間移動の能力があるとされ、スレンダーマンの近くにいると「スレンダー病 (Slender sickness)」を引き起こし、偏執、悪夢、妄想に襲われ、鼻血を出すとされている。

## 反響
スレンダーマンの「伝説」が広まった理由としては、インターネットが本質的に混沌とした曖昧なものであるからだと説明されてきた。スレンダーマンの普及に関わったほとんどすべての人々が、スレンダーマンは実在しないことを一定の水準で理解していたにもかかわらず、インターネットは矛盾し対立する様々な観点を提示し、フィクションと現実の境界線を嘲笑うように、このキャラクターの出自を曖昧にし、あたかも本物の存在であるかのような雰囲気を醸し出した。スレンダーマンの創作から僅か2年後の2011年に、『ミネアポリス・スター・トリビューン』紙は、スレンダーマンの起源について「特定するのは難しい (difficult to pinpoint)」と記した。「ビクター・サージ」（本名：エリック・クヌーゼン）は、数多くの人々が、スレンダーマンはサムシング・オーフル・フォーラムで生み出されたことを知っていながら、ひょっとすると実在するのかもしれないと考えて楽しんでいるのだと発言した。
南デンマーク大学のトム・ペティット (英: Tom Pettitt) 教授は、スレンダーマンについて、これは現代における「グーテンベルグを括弧に入れる (Gutenberg Parenthesis)」一例であり、印刷術の発明から、ウェブの普及に至るまで続いていた、話や情報が直説的メディアに封じられていた状態から、より古い時代からある、もっと原始的な形態で物語が語られ、口承の伝統やキャンプファイアの場における話のように、同じ話が何度も語り直され、異なる語り手によって再解釈、再発信されていきながら、時とともに拡大し成長していくといった形へと戻っているのだと論じた。
ジョージア大学のシーラ・チェス (英: Shira Chess) 教授は、スレンダーマンは、伝統的な民話と、インターネットにおけるオープンソースのエートスの類似性を示す事例であるとし、吸血鬼や狼男のような伝統的な怪物とは異なり、スレンダーマンの神話はその形成過程を確認することが可能であるため、神話や民話がいかに形成されるのかということについて、有力な考察をすることが可能になると論じた。チェスは、スレンダーマンを、「無力さ、権力の格差、匿名性の力 (helplessness, power differentials, and anonymous forces)」のメタファーとして捉えている。同様に、『The Elm』の著者であるタイ・ヴァン・ホーン (Tye Van Horn) は、スレンダーマンを、知られざるものに対する現代の恐怖心を表現したものと捉えており、情報の洪水が起きている時代において、人々は無知であることを常々突きつけられるため、理解し得ないものに恐怖を覚えるようになっているのだと説いている。『Marble Hornets』を制作したトロイ・ワグナー (英: Troy Wagner) は、スレンダーマンの恐怖は、その柔軟な順応性にあるとしており、人々はスレンダーマンの姿を、何であれ自分たちにとって最も恐ろしいものとして描くのだとしている。

## 著作権
スレンダーマンは、その民話的な性格にかかわらず、パブリックドメインではない。エリック・クヌーゼン＝「ビクター・サージ」は「スレンダーマン」の名称を2010年1月に著作権登録した。スレンダーマン関係の事業を行っている営利企業各社は、この架空のキャラクターの創作者はクヌーゼンであると明白に認めており、それ以外の作品等は、Kickstarter が出資した映画を含め、クヌーゼンなどからの申し入れを受けて配給が法的に差し止められている。クヌーゼン自身は、スレンダーマンを取り上げた様々なプロジェクト多数について、個人として賛同しているが、キャラクターを生み出したのは彼であっても、映画やテレビを含め、他のメディアにこれを展開することについての権利は、正体が伏せられたある第三者が握っているため、彼の著作権の主張は複雑なものとなっている。クヌーゼン自身は、自分が著作権を主張するのは、金銭が目的というより、芸術作品としてのアイデンティティを守ることが主眼であるとして、次のように述べている。「何か驚くようなものがそこから出て来てほしいと願っている...何か恐ろしくて、厄介で、何かしら違っているもの。どこにでもあるような普通のものは嫌なんだ」

## 2014年の殺人未遂事件
2014年5月31日、ウィスコンシン州ウォキショー郡で、ふたりの12歳の少女たちが、同じく12歳の同級生を押さえつけて、19回も刃物で刺したとされる事件が起きた。後に当局から尋問を受けた際に、少女たちは、オンラインで話を読んだスレンダーマンの「手下」になるための第一歩として、殺人を犯そうとしたのだと述べたとされる。
少女のひとりは、スレンダーマンが彼女を監視しており、彼女の心を読んだり、瞬間移動したりしてくるのだと信じていた。
たまたま通行人が止めに入ったため、被害者は襲撃を生き延びた。襲撃者たちは、成人と扱われることになれば、最大65年の懲役刑に処される可能性がある。メディアに公表した声明の中でエリック・クヌーゼンは、「私は、ウィスコンシン州で起きた悲劇に大きな衝撃を受けており、この恐ろしい所業の犠牲となった家族に心を寄せています」と述べた。クヌーゼンは、その上で、この件についてはインタビューに応じないことを公表した。

## 日本における普及
『東京スポーツ』の2012年の記事は、スレンダーマンを「恐怖の“ゴム人間”」と表現し、「去年から出てきた都市伝説ですが、ネット社会なので若者の間で爆発的に広がっています」と紹介しており、山口敏太郎はこの記事の中で「ビジネススーツの怪人という部分は、現代米国人の隣人への不審感を表したもの」と解説している。